# Ungarische Botschaft in Berlin

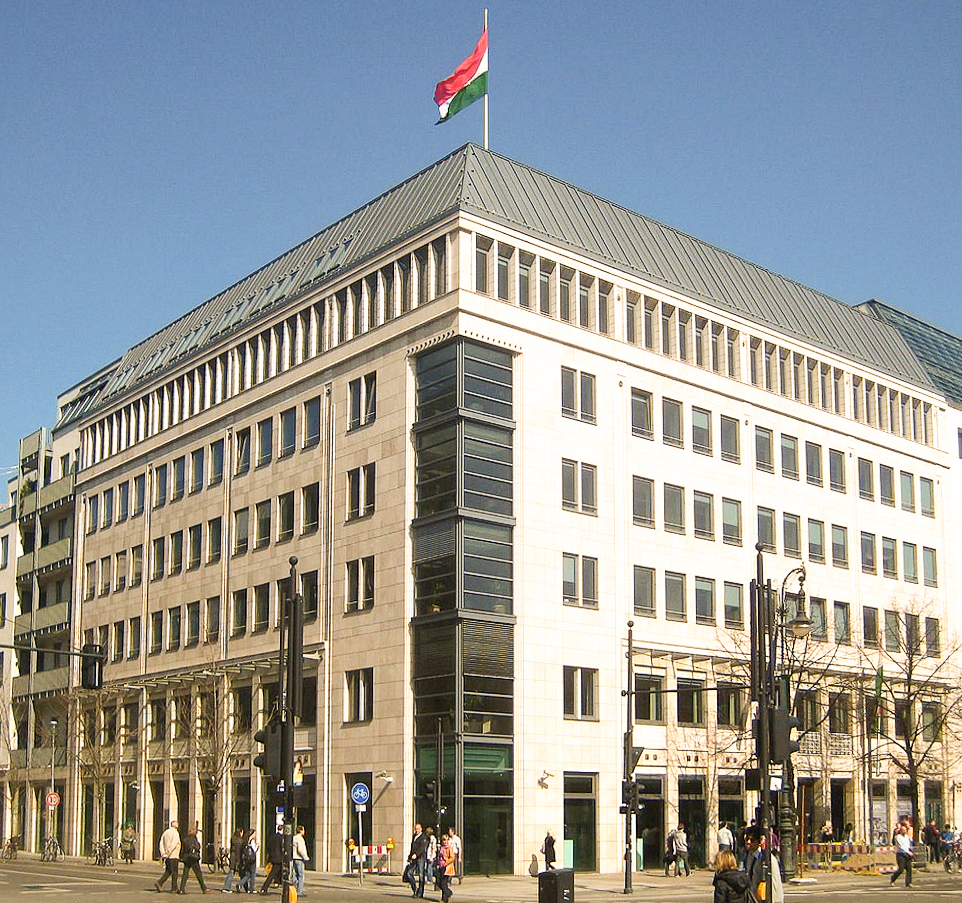
Botschaft Unter den Linden 76 (2010)

Die ungarische Botschaft in Berlin ist der Hauptsitz der diplomatischen Vertretung von Ungarn in Deutschland. Sie befindet sich am Boulevard Unter den Linden 76 im Ortsteil Mitte des gleichnamigen Bezirks.
Botschafter ist seit dem 10. November 2015 Péter Györkös.
Ungarn unterhält Generalkonsulate in Düsseldorf, München und Stuttgart, ein Honorargeneralkonsulat in Bremerhaven sowie Honorarkonsulate in Dresden, Erfurt, Essen, Frankfurt am Main, Hamburg, Nürnberg und Schwerin.

## Geschichte der diplomatischen Beziehungen
Bis 1918 war Ungarn Teil der k.u.k.-Monarchie Österreich-Ungarn, deren diplomatische Vertretung beim Deutschen Reich sich ab 1890 am Kronprinzenufer 14 (heute Bettina-von-Arnim-Ufer) im Alsenviertel befand. Aus dem Zusammenbruch Österreich-Ungarns am Ende des Ersten Weltkriegs ging ein selbstständiges Ungarn hervor. Die neugebildete ungarische Gesandtschaftskanzlei bezog zunächst das Haus Corneliusstraße 8 und später ein Palais in der Drakestraße 2 in Berlin-Tiergarten. Heute ist das Grundstück Teil des Erweiterungsgeländes des Zoologischen Gartens, nur das Nachbargrundstück mit der ehemaligen dänischen Gesandtschaft ist noch bebaut.
Ungarischer Gesandter in Berlin war von 1935 bis 1944 Döme Sztójay, der dort schon von 1925 bis 1933 als Militärattaché tätig war. Sztójay gehörte zum inneren Zirkel von Reichsverweser Miklós Horthy und hatte „unerschütterliches Vertrauen“ in den Sieg des nationalsozialistischen Deutschlands, mit dem Ungarn verbündet war. Sztójay wurde nach seiner Abberufung aus Berlin ungarischer Ministerpräsident und 1946 in Ungarn hingerichtet.
Ungarn, das zu den besiegten Achsenmächten gehörte, gewann im Februar 1947 seine Souveränität mit den Pariser Friedensverträgen wieder, war aber in Berlin diplomatisch zunächst nicht vertreten, sein ursprüngliches Domizil existierte nicht mehr.
Nach der Anerkennung der DDR durch die Ungarische Volksrepublik am 19. Oktober 1949 gab es zunächst eine diplomatische Mission Ungarns in Ost-Berlin, die 1953 zur Botschaft erhoben wurde. Sie befand sich in der Puschkinallee 49 in Berlin-Treptow. Im Oktober 1966 verlegte sie ihren Sitz in einen Neubau in der Straße Unter den Linden 76. In West-Berlin unterhielt Ungarn ein Konsulat im Reifträgerweg 27–29 in Schlachtensee.
Am 21. Dezember 1973 nahmen Ungarn und die Bundesrepublik Deutschland diplomatische Beziehungen auf. Die ungarische Botschaft befand sich in der Turmstraße 30 in Bonn (Ortsteil Plittersdorf).
Nach der deutschen Wiedervereinigung und dem Umzug der Bundesregierung nach Berlin schloss Ungarn 1999 die Botschaft in Bonn, während der Standort in Berlin erhalten blieb.

## Gebäude

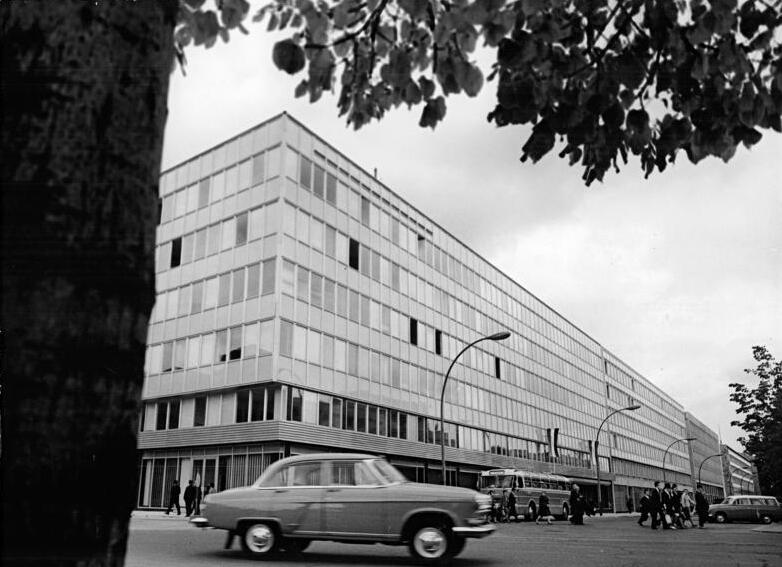
Ehemaliges Botschaftsgebäude (1966)

Am Ende des Zweiten Weltkriegs war das ursprüngliche Gesandtschaftsgebäude in Berlin-Mitte durch Kriegseinwirkungen zerstört und die Ruinen wurden beseitigt. 
Das von den ungarischen Diplomaten nach 1949 genutzte Haus in der Treptower Puschkinallee bot bald nicht mehr genügend Platz für die Arbeit. Im Oktober 1966 verlegte die ungarische Botschaft in der DDR ihren Sitz in die Straße Unter den Linden 76 / Ecke Otto-Grotewohl-Straße (seit 1993 wieder Wilhelmstraße) in einen anstelle einer Kriegsruine 1965–66 errichteten Neubau mit damals freiem Blick zum Brandenburger Tor. Das Bauwerk entstand nach Plänen des Architektenkollektivs Karl-Ernst Swora, Rainer Hanslik mit den ungarischen Architekten Endre Koltai und Laszlo Kovácy. Das sechsgeschossige Bürohaus war mit einer markanten Aluminium-Glas-Fassade ausgestattet. Über einem um die Ecke geführten Glas-Fensterband zog sich ein Brüstungsband entlang. An der damaligen Otto-Grotewohl-Straße markierte ein vorgezogener Giebel den Haupteingang. Das Anschlussbauwerk war im gleichen Stil gestaltet, diente jedoch nicht zu diplomatischen Zwecken.
Die ungarische Regierung entschied sich – trotz bestehenden Denkmalschutzes des Gebäudes – für einen Neubau nach einem Entwurf des ungarischen Architekten Ádám Sylvester. Er entstand von 1999 bis 2001 anstelle des zuvor abgetragenen DDR-Gebäudes. Die Eröffnung fand am 11. September 2001 statt. Der Neubau besteht aus zwei sechsgeschossigen Flügeln mit raumhoch verglastem Sockelbereich. Blickpunkt des Hauses ist eine gläserne Ecke. Die Fassaden sind mit gelbgrau geflammten ungarischen Kalksteinplatten verkleidet.